# Школа № 1186 имени Мусы Джалиля
Школа № 1186 имени Героя Советского Союза Мусы Джалиля — среднее общеобразовательное учебное учреждение города Москвы с этнокультурным татарским компонентом образования. Расположена в Юго-Восточном административном округе по адресу Белореченская улица, дом 19, к2.

## История
Школа была учреждена приказом № 318 Департамента образования города Москвы от 27 августа 1997 года как «Государственное образовательное учреждение средняя общеобразовательная школа с этнокультурным татарским компонентом образования № 1186». В 2006 году школе было присвоено имя татарского советского поэта Мусы Джалиля. В 2008 году около школы был установлен памятник поэту.
В школе № 1186 углублённо изучается татарский язык и культура. В школе обучаются представители около 20 национальностей. Школа работает в режиме полного дня.
Издаются две школьные газеты: «Красная ромашка» и «Чулпан». В школе два музея: «Музей культуры и быта татарского народа» и музей боевой славы «Легенды разведки», который занял в 2009 году первое место в окружном конкурсе школьных музеев.
В 2006 году школа № 1186 оказалась в числе лучших школ Москвы и получила грант президента России в рамках национального проекта «Образование»

## Преподаватели
- 1997—1998: Рушан Аббясов — заместитель председателя и руководитель аппарата совета муфтиев России, председатель духовного управления мусульман Московской области.
- 1997—1999: Абсалямова Амина Габдулахатовна — заместитель директора школы по научной работе, д.пед.н.(2007), профессор Восточной экономико-юридической гуманитарной академии г. Уфа, Башкортостан (2011).
- Фатехова Наиля Асгатевнна — заслуженная артистка РФ(2003), заслуженная артистка РТ Директор и художественный руководитель продюсерского центра «Рух», руководитель ансамбля «Медина»
- Хабибуллина Роза Жафяровна — Заслуженная артистка Республики Татарстан.
- Кармеев Анбяр Арифуллович — депутат Государственной Думы Федерального Собрания РФ четвёртого созыва (2003—2007), был членом фракции «Единая Россия», заместителем председателя Комитета Государственной Думы по информационной политике.